# قوسايا
قوسايا هي إحدى القرى اللبنانية من قرى قضاء زحلة في محافظة البقاع.